# USS LST-825
O USS LST-825 foi um navio de guerra norte-americano da classe LST que operou durante a Segunda Guerra Mundial.
|  |